# Puerto de las Governadas
El puerto de Las Governadas (o Alto de La Baña) es un puerto de montaña situado en el suroeste de la comarca tradicional de La Cabrera (provincia de León, Castilla y León, España). Comunica los municipios de Benuza y Encinedo por la LE-229-1, entre los pueblos de Silván y La Baña. Está situado a una altitud de 1411 metros y forma parte del macizo Galaico-Leonés